# Jamarska oprema in varnost

## Jamarska oprema
Čelada je potrebna zato, da se zavaruje glava pred udarci in padajočim kamenjem. Na čeladi je po navadi nameščena tudi jamarjeva primarna svetilka, predvsem zato, da so roke proste. Najbolj pogoste so led svetilke. Veliko jamarjev ima s sabo dve ali tri svetilke – ena je primarna, druge pa rezerva, če glavna zataji. Pogosto je tudi druga svetilka montirana na čeladi, da se takoj uporabi, če glavna zataji. Karbidne svetilke so starejši način osvetlitve, prevzet od rudarjev, čeprav jih mnogo jamarjev uporablja še danes.
Tipi obleke, ki se uporabljajo v podzemlju, se razlikujejo glede na jame, ki se raziskujejo in lokalne značilnosti. V mrzlih jamah jamarji oblečejo tople podkombinezone, ki ohranjajo toploto in izolacijo, tudi ko so mokri, recimo iz flisa in/ali iz umetnih materialov, vrhnji kombinezon pa je iz bolj trpežnih materialov, recimo kordure in/ali iz vodoodpornega materiala (PVC). Tanjša oblačila se oblečejo za toplejše jame, še posebej, če je jama suha. v tropskih jamah pa se nosi tanek kombinezon iz polipropilena, ki nudi nekaj zaščite pred drgnjenjem, hkrati pa je dokaj hladen. Mokre obleke se uporabljajo v še posebej mokrih jamah ali jamah, kjer teče voda. Obutev mora biti trpežna, v suhih jamah gojzarji, gumijasti škornji (pogosto z neoprenskimi nogavicami) pa v bolj mokrih jamah. Kolenčniki in včasih komolčniki se uporabljajo za zaščito sklepov, ko se je potrebno veliko plaziti. Glede na pogoje v jami se rokavice uporabljajo predvsem za zaščito, včasih pa tudi zaradi mraza. V nedotaknjenih območij se uporablja tudi čisto nadobleko in kirurške rokavice za zaščito jame pred onesnaževanjem. Vrvi se uporablja za spuščanje in plezanje iz brezen (tehnika enojne vrvi ali SRT) ali za varovanje. Vozli, ki se jih v jamarstvu najbolj pogosto uporablja, so osmica ali devetka, polbič, metuljček … Za opremljanje jame z vrvjo se po navadi uporablja ekspanzijska sidra, svedrovce, zanke in vponke. V določenih primerih se lahko jamarji odločijo tudi za kovinske lestvice.
Poleg omenjene opreme jamarji s sabo pogosto nosijo zavojček s prvo pomočjo, opremo za primer nesreče in hrano. Pogosto nosijo s sabo tudi vrečke za urin in na daljših raziskovanjih tudi vrečke za fekalije.
Med še posebej dolgimi raziskovanji jamarji pogosto ostanejo kar v jami – nekateri po več dni, v še posebej ekstremnih primerih celo tedne dolgo naenkrat. To se dogaja, ko se meri in raziskuje velike sisteme, v katerih bi bilo zelo nepraktično redno vračati se na površje. Pri tako dolgih odpravah morajo imeti jamarji s sabo tudi hrano, spalne vreče in posodo za kuhanje.

### Varnost
Jame so lahko nevarne. Podhladitev, padci, utopitev, padajoče kamenje in fizična izčrpanost so glavne nevarnosti. Reševanje ljudi iz podzemlja je zelo zahtevno in časovno trajajoče ter zahteva posebne veščine, vaje in opremo. Reševalna akcija pogosto zahteva trud ducata reševalcev (pogosto drugi dolgoletni jamarji, ki so sodelovali na kakšnih reševalnih tečajih, kot reševalci niso dovolj usposobljeni v jamskem okolju), reševalci pa lahko ogrozijo tudi sebe pri poskusu reševanja poškodovanega. Kljub temu jamarstvo ni nujno zelo tvegan šport (še posebej, če v jamah ni težavnih plezanj ali potopov). Pogosto je tudi v jamarstvu kakor v drugih športih ključ varnosti v poznavanju svojih zmožnosti.
Varnostna tveganja v jamarstvu se lahko zmanjšajo z uporabo različnih tehnik:
Preveriti je potrebno, če ni nevarnosti poplav med ekspedicijo. Deževnica, ki zalije podzemne rove, lahko pride zelo hitro in prepreči jamarjem izhod ali jih utopi. Takoj za padci je ta nevarnost najbolj pogosto usodna nesreča v jamarstvu.
Ekipe morajo sestavljene iz več jamarjev, najboljše je, če so štirje. Če pride do poškodbe, en jamar ostane pri ponesrečencu, druga dva pa gresta po pomoč in si med potjo proti površju pomagata.
Prijatelje, ki ne gredo v jamo, je potrebno obvestiti o predvidenem času vrnitve iz jame. Po določenem času, če se ne vrnejo, bodo oni organizirali iskalno ekipo (po navadi se pokliče jamarje z izkušnjami v reševanju, kajti celo poklicni reševalci nimajo znanja in veščin za reševanje v tako težkih pogojih).
Uporaba na čelado montiranih svetilk (zaradi prostih rok) z dodatnimi baterijskimi vložki. Ameriški jamarji priporočajo vsaj tri neodvisne svetilke po osebi, v Evropi sta običajni dve.
Trpežna oblačila in obutev so pomembni prav tako kot čelada, da preprečijo odrgnine, padce, poškodbo zaradi padajočih predmetov. Sintetična vlakna in volna, ki se hitro suši, odbija vodo in greje, ko si moker, so boljša kot bombažna, ki zadržujejo vodo in povečujejo možnost podhladitve. Priporočljivo je imeti več slojev oblačil, ki se jih lahko sleče (in spravi v torbo) ali obleče po potrebi. V vodnih rovih se priporoča tudi termo perilo ali mokra obleka, da se izognemo podhladitvi.
Prehodi v jamah so iz različnih zornih kotov videti različno. V dolgih ali zapletenih jamah se lahko celo izkušeni jamarji izgubijo. Da bi zmanjšali možnost izgubitve, si je potrebno zapomniti najbolj markantne detajle v jami, ko gremo mimo njih.  Vsak član jamarske ekipe je odgovoren, da si zapomni pot, kako priti iz jame. V določenih jamah je dovoljeno na kakšnih križiščih pot tudi označiti s kupčkom kamenja (možici) ali kako drugače začasno označiti pot, recimo s trakom.
Pri vertikalnem jamarstvu uporabljamo ali lestvice ali tehniko enojne vrvi tam, kjer bi bilo prenevarno plezati prosto. Tehnika enojne vrvi pa je zahtevna in zahteva pravilen trening, preden se tega lotimo pod zemljo in zahteva dobro vzdrževano opremo. Navpične stopnje so namreč lahko globoke tudi več sto metrov - najgloblja je v jami Vrtiglavica na Kaninu (643 m).